# Ludwigsfeld (München)

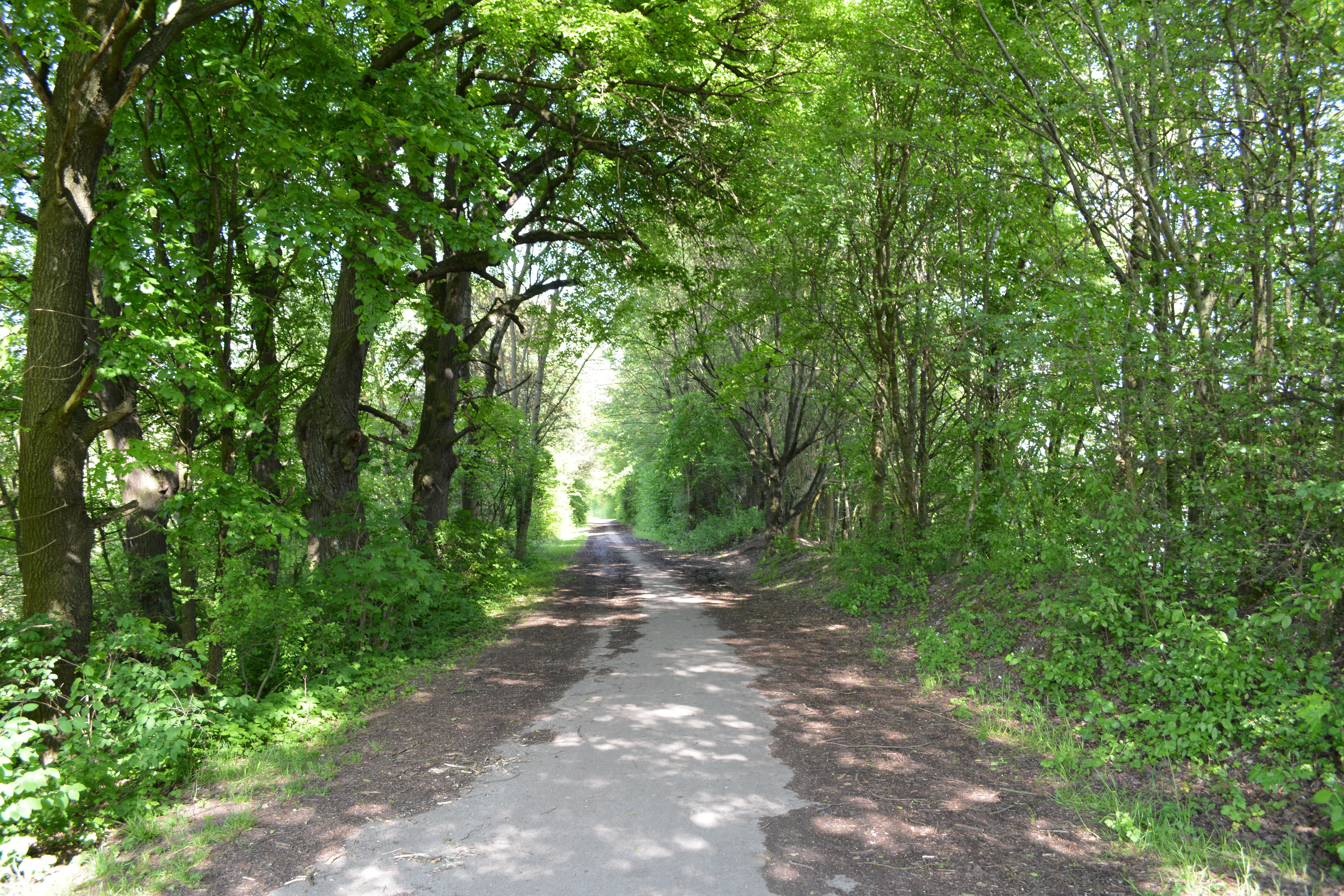
Allacher Forst

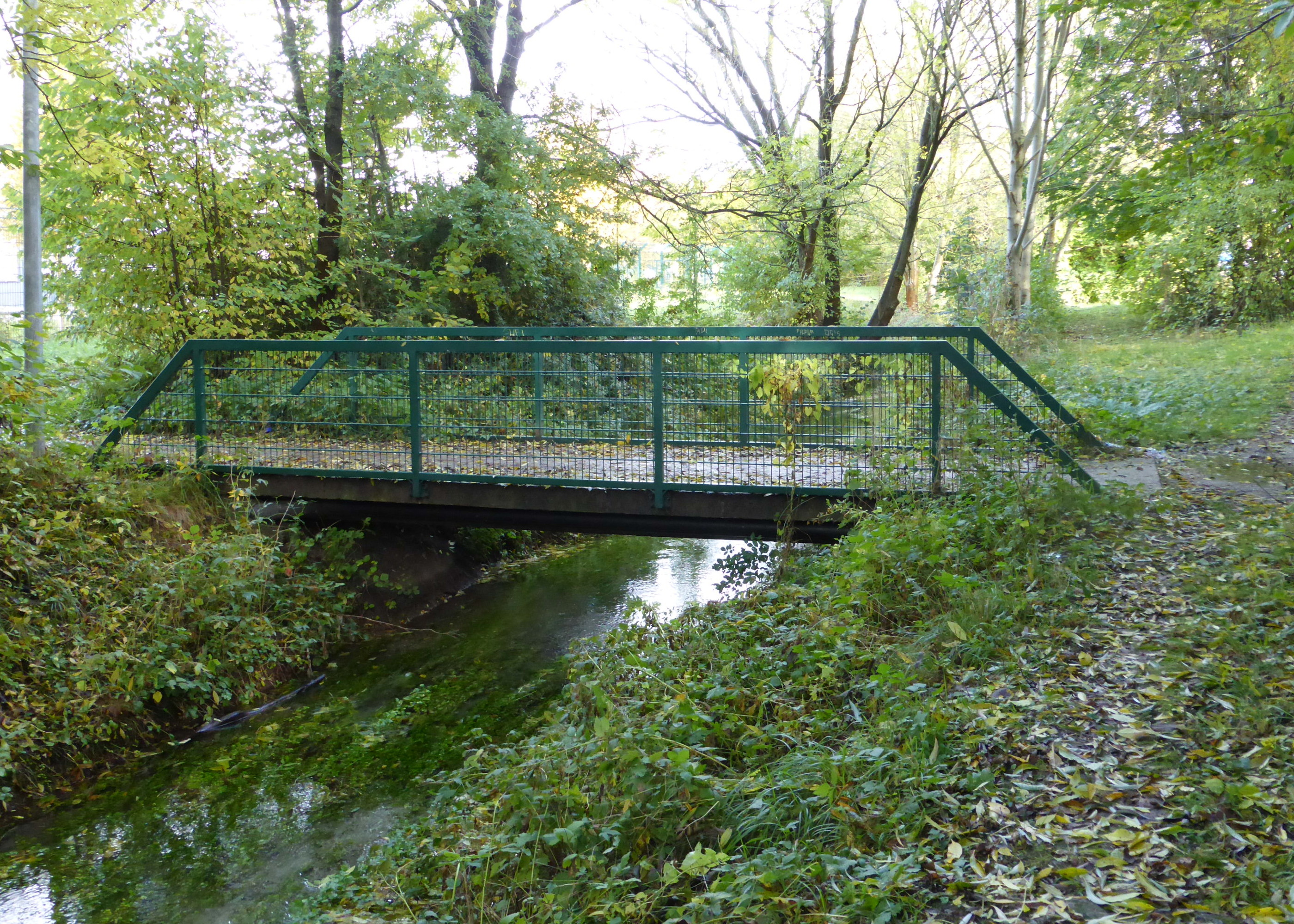
Schwabenbächl

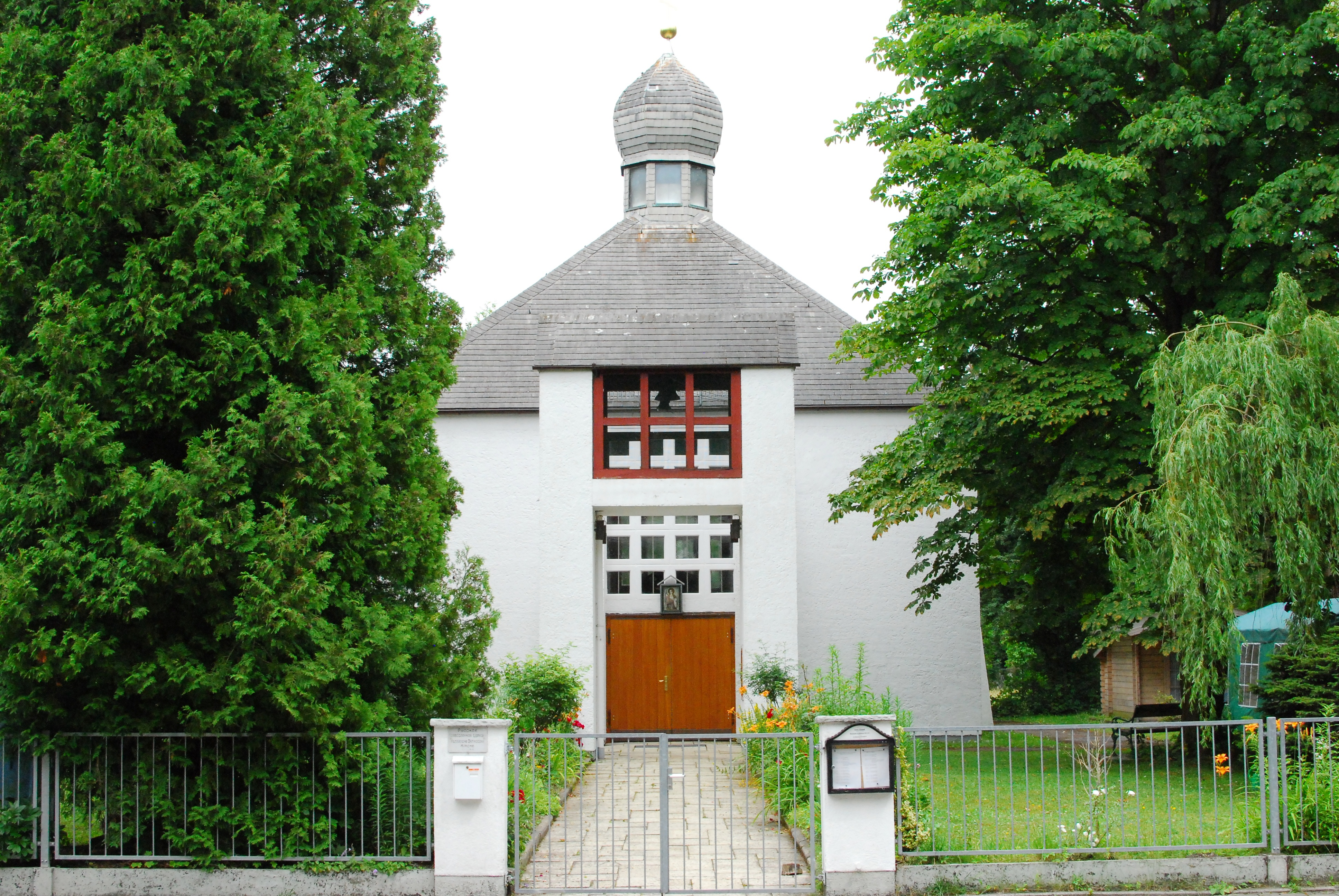
St. Michael

Ludwigsfeld ist ein Stadtviertel im Nordwesten von München im Stadtbezirk 24 Feldmoching-Hasenbergl. Auch der westlichste Bezirksteil dieses Münchner Stadtbezirks ist nach diesem Stadtviertel benannt.

## Geschichte
1801 wurde auf Veranlassung des damaligen bayerischen Kurfürsten Maximilian IV. Joseph (ab 1806 erster bayerischer König Maximilian I. Joseph) mit der Urbarmachung des Dachauer Mooses begonnen. Eines der Dörfer, die dabei gegründet wurden, wurde nach dem Kronprinzen und späteren König Ludwig I. Ludwigsfeld benannt. Am 16. März 1802 legte Staatsminister Maximilian Graf von Montgelas an der Dachauer Landstraße die Grundsteine für die ersten Gebäude der Ansiedlung entlang einer alten Römerstraße. Jeder Kolonist erhielt Haus, Garten, Felder, Wiesen und Wald.
Im Oktober 1810 fand die Vermählung von Ludwig mit Therese von Sachsen-Hildburghausen statt. Aus diesem Anlass wurde auch ein Pferderennen veranstaltet. Dies war die Neuauflage des sog. Scharlachrennens, das früher auf der Strecke zwischen dem heutigen Stiglmaierplatz und der späteren Gemeinde Ludwigsfeld ausgetragen worden war. Dieses Rennen aus Anlass der Hochzeit von Ludwig und Therese auf der späteren Theresienwiese war, zusammen mit dem Volksfest, das damals ebenfalls stattfand, der Beginn des weltberühmten Oktoberfests.
Ludwigsfeld entwickelte sich schnell und wurde 1818 zu einer eigenständigen Gemeinde erhoben. Der Torfabbau und die Eisgewinnung aus den dabei entstehenden Teichen waren die Grundlage für den Wohlstand Ludwigsfelds.
Um 1890 erbaute der bayerische Oberst Max von Lutz ein Vollblutgestüt, das im Jahr 1900 schon rund 80 Pferde umfasste. In den 1930er bis in die 1970er Jahre wurden auf dem Gelände Reit- und Springturniere ausgerichtet. Ab etwa 1910 erlebte das Gärtnereiwesen in Ludwigsfeld und in den benachbarten Siedlungen Fasanerie-Nord, Am Hart und Lerchenau seine erste Blüte.
1938 wurde die eigenständige Gemeinde Ludwigsfeld gegen den Willen der meisten Einwohner nach München eingemeindet.

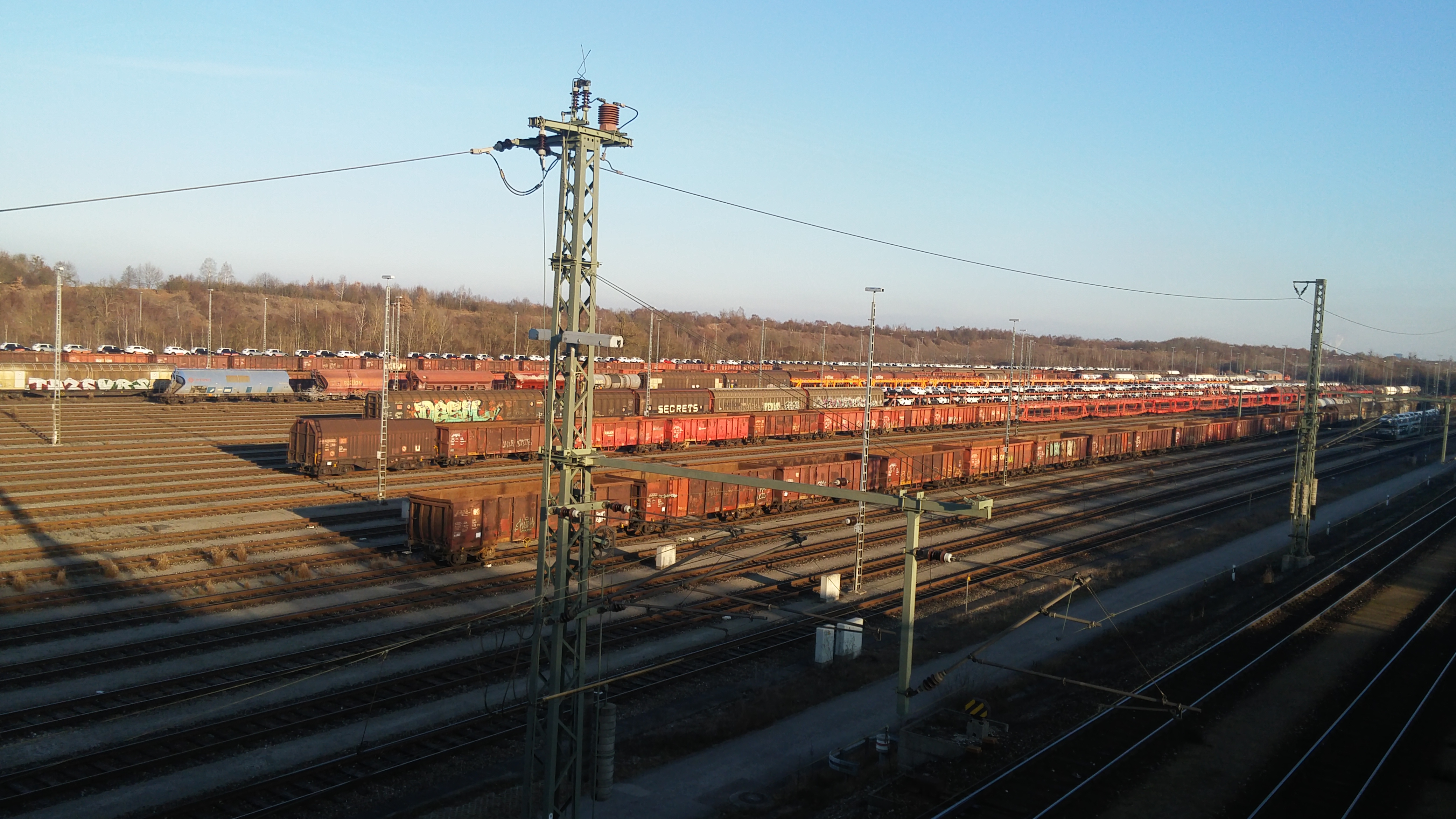
Rangierbahnhof

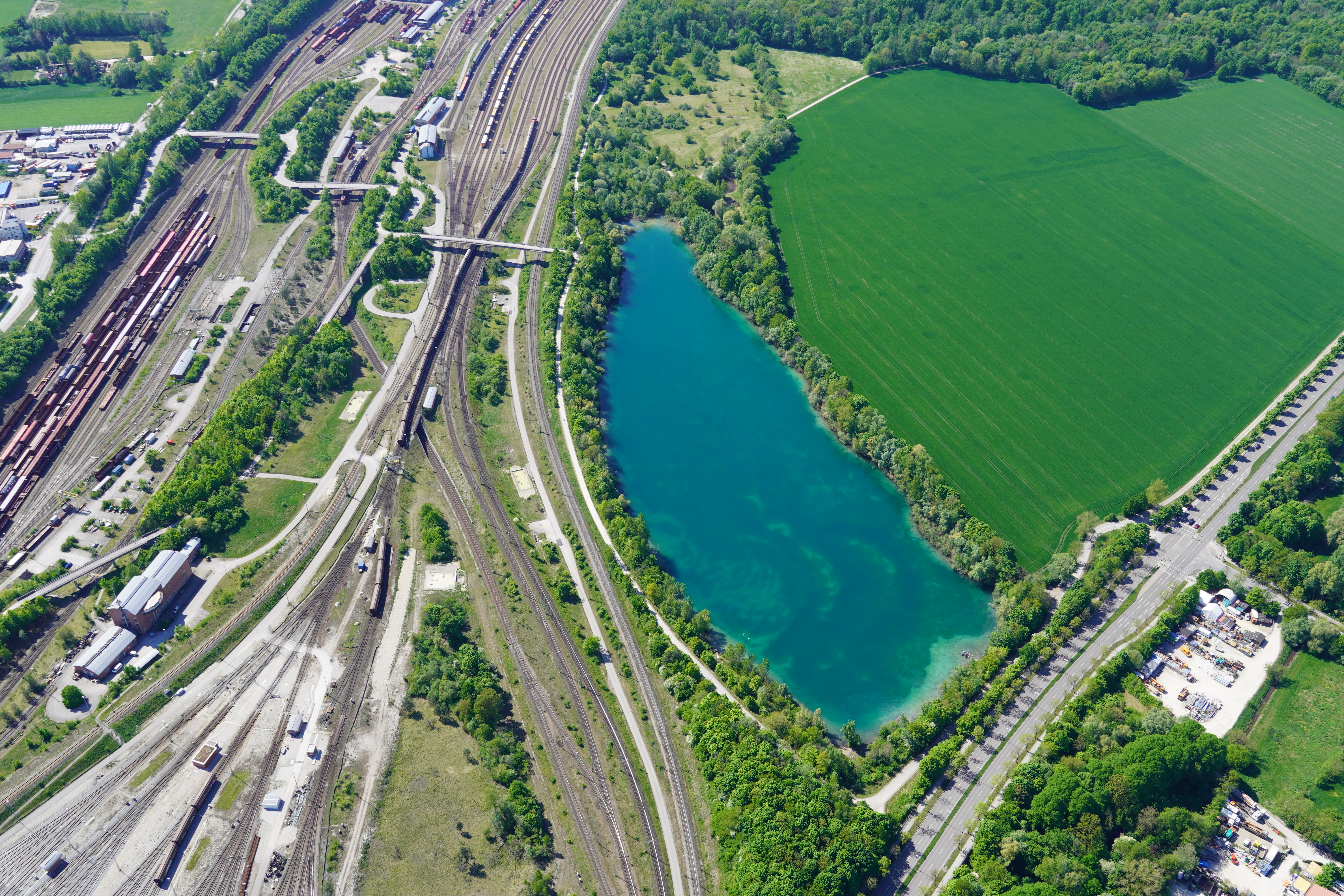
Landschaftssee Allacher Lohe

Im Jahr 1938 begann auch die Produktion von Flugmotoren im BMW-Werk Allach, das ab 1936 nördlich von Ludwigsfeld in den Allacher Forst hineingebaut worden war.
1939 begann die Deutsche Reichsbahn mit der Errichtung eines Hochleistungsrangierbahnhofs südlich von Ludwigsfeld am Allacher Forst. Dafür wurde ab 1940 der Baugüterbahnhof München-Ludwigsfeld errichtet. Im Zweiten Weltkrieg stellte die Deutsche Reichsbahn 1942 die Bauarbeiten am Hochleistungsrangierbahnhof ein.
Um den Bedarf des BMW-Werks an Arbeitskräften zu decken, entstand in den Jahren des Zweiten Weltkriegs rund um das Werk ein ganzes System an Lagern für Zwangsarbeiter, Kriegsgefangene und Häftlinge aus dem KZ Dachau. 1941 errichtete die Firma das BMW-Wohnlager Ludwigsfeld gegenüber dem Werk auf der östlichen Seite der Dachauer Straße. Östlich dieses Lagers, jenseits des Schwabenbächls auf dem Gebiet der heutigen Siedlung Ludwigsfeld, bestand vom 19. März 1943 bis zu seiner Befreiung am 30. April 1945 das KZ-Außenlager München-Allach, in dem zeitweise 20.000 Häftlinge gefangen waren. Von hier startete auch am 26. April 1945 mit einigen tausend Teilnehmern der sog. Todesmarsch.

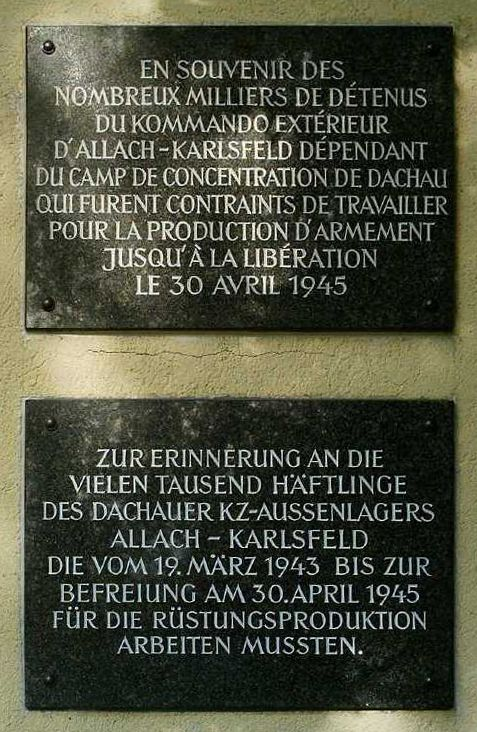
Gedenktafel für die ehemaligen Häftlinge des Lagers Ludwigsfeld

Nach dem Zweiten Weltkrieg wurde das KZ-Außenlager Allach zuerst ein Internierungslager, später ein Materialdepot der Amerikaner. 1952 wurde im westlichen Teil des ehemaligen KZ-Außenlagers die Siedlung Ludwigsfeld errichtet.
Ab 1987 entstand auf der Fläche des ehemals geplanten Hochleistungsrangierbahnhofs der Rangierbahnhof München Nord, der bis 1991 fertiggestellt wurde. Der Bahnhof München-Ludwigsfeld diente dafür erneut als Baugüterbahnhof und wurde 1991 stillgelegt. 1990 wurde der Landschaftssee Allacher Lohe als Betriebs- und Löschwassersee für den München Nord Rangierbahnhof angelegt. Dort liegt auch das Ludwigsfelder Moos.
In den Jahren 1998 bis 2000 wurden südlich und östlich der Siedlung Ludwigsfeld neue Wohnungen und Häuser gebaut. Doch auch dies war kein Grund für die Stadt München, sich verstärkt um diesen Stadtteil zu kümmern. Als Höhepunkt ihrer Politik gegenüber dem ungeliebten „Glasscherbenviertel“ unterbreitete die Landeshauptstadt München ein so geringes Kaufangebot, dass der Bund dieses ablehnte. Die Patrizia AG erwarb die Siedlung Ludwigsfeld 2007 für 10,5 Millionen Euro.
Am 22. Juli 2007 besuchte der ukrainische Präsident Viktor Juschtschenko Ludwigsfeld und suchte das Gespräch mit ehemaligen ukrainischen Zwangsarbeitern. Der Hintergrund dieses Besuches war, dass sein Vater während des Krieges in diesem Lager als Zwangsarbeiter untergebracht war. Zur selben Zeit war auch Joseph Ratzinger, der spätere Papst Benedikt XVI., als 16-jähriger Flakhelfer dort eingesetzt.

## Beschreibung
Der Bezirksteil Ludwigsfeld umfasst außer dem Gebiet der ehemaligen Gemeinde Ludwigsfeld, das der Gemarkung Ludwigsfeld entspricht, auch Gebiete der Nachbargemarkung Feldmoching. Er wird von der A 99 mit der Anschlussstelle München-Ludwigsfeld durchschnitten. Der nördliche Teil umfasst vor allem die  Siedlung Ludwigsfeld östlich der Dachauer Straße gegenüber dem Gelände der Firma MAN und südlich der Karlsfelder Straße bis fast zum Feldmochinger See. Im Süden erstreckt sich an der Stelle des historischen Straßendorfs Ludwigsfeld ein Industrie- und Wohngebiet entlang der Straße „Auf den Schrederwiesen“. Auf der westlichen Seite der Dachauer Straße liegen der Landschaftssee Allacher Lohe und die östlichsten Gebiete des Allacher Forsts.
Im Jahre 2019 lebten in dem Bezirksteil Ludwigsfeld knapp 3200 Menschen, zusammen etwa 20 Nationalitäten, darunter 140 ehemalige Zwangsarbeiter sowie viele ihrer Nachkommen. Die Siedlung Ludwigsfeld gilt daher über München hinaus als Beispiel gelungener Integration.